# Alexander (Schiff, 1913)
Die Alexander ist ein Fahrgastschiff in Berlin.

## Geschichte
Die Alexander wurde im Jahr 1913 auf der Werft der Gebrüder Maass in Neustrelitz gebaut. Sie war das letzte Schiff, das vor dem Konkurs auf dieser Werft gebaut wurde. Bestellt hatte sie der Reeder Robert Kieck als Ersatz für die 1896 gebaute Gertrud, die nach Russland verkauft worden war. Die Alexander war zunächst 26 m lang und 4,44 m breit und ähnelte stark dem Dampfer Siegesfürst, der 1909 gebaut worden war. Die Alexander war allerdings kleiner und hatte eine Maschine mit nur 130 PS. 1930 wurde sie bei den Gebrüdern Wiemann in Brandenburg/Havel umgebaut. Seitdem besaß sie einen geschlossenen Salon. 1935 war die Alexander, mittlerweile unter Ernst Kieck, für 240 Personen zugelassen. Sie war damit das zweitkleinste Schiff dieser Reederei, für die auch Columbus, Poseidon und Siegesfürst im Einsatz waren. Alle vier Schiffe waren noch in den Händen Kiecks, als 1944 die BVG-Personenschifffahrt eröffnet wurde. Zu dieser Zeit waren sie mit einem Tarnanstrich versehen oder einfach grau lackiert. Als die BVG am 31. Mai 1945 ihren Betrieb wieder aufnahm, war von den Kieck-Schiffen aber nur noch die Alexander beteiligt. 1953, Ernst Kieck gehörte mittlerweile dem Reederverband der Westberlinischen Personenschifffahrt e. V. an, hatte die Alexander eine Zulassung für die Beförderung von 265 Passagieren. 1958 wurden in Westberlin nur noch sechs Personenschiffe mit Dampf angetrieben. Außer der Alexander waren dies die Dampfer Poseidon, Siegfried,  Hoffnung, Sperber und Deutschland.
Ernst Kieck starb 1960; seine Schiffe wurden an die Reederei der Gebrüder Winkler verkauft. Diese stießen die Alexander sofort ab. Der Käufer war laut Kurt Groggert die Reederei Walter Kronfeld. Diese habe die Zwei-Zylinder-Compound-Maschine der Dresdner Maschinenfabrik und Schiffswerft Uebigau ausbauen und das Schiff mit einem Dieselmotor versehen lassen; 1964 erfolgte laut Groggert außerdem ein Umbau, bei dem die Achterkajüte entfernt worden und das Deck hinten tiefer gelegt worden sei. Dieter Schubert hingegen überliefert, das Schiff sei 1960 in Spandau umgebaut und zum Motorschiff umgerüstet worden. Inhaber der Reederei war schon in den 1960er Jahren Rudolf Stengert. 1987 fuhr die Alexander immer noch für Stengert – Kronfeld war aus dem Firmennamen verschwunden – und hatte nun eine Zulassung für 170 Passagiere. Für 1987 gibt Groggert die Länge des Schiffs mit 27,40 m und die Breite mit 4,70 m an. Denn 1979 war bei Schmidt in Hoopte ein weiterer Umbau samt Verlängerung erfolgt.
Im Jahr 2005 übernahm Spreetours Fahrgast- & Eventschifffahrt die Alexander, die sie seit 2006 für Linien- und Charterfahrten nutzt. Spreetours hat die Passagierzahl auf 90 Personen begrenzt, obwohl das Schiff für 170 Passagiere zugelassen ist. Die Reederei rechnet aber nur die Plätze im Salon, damit bei schlechtem Wetter sämtliche Gäste Platz im Innenraum haben.